# 南河内だんじり祭り
南河内だんじり祭り（みなみかわちだんじりまつり）は、大阪府南河内（特に・富田林市・河内長野市・太子町・河南町・千早赤阪村）で行われる祭礼。七月第四土・日曜日（試験曳きは前々週日曜日）に行われる「科長神社夏祭り」、十月第二金・土・日曜日（試験曳きを行う日程は地区によって異なる）に行われる「長野神社秋祭り」「千代田神社秋祭り」、「錦織神社秋祭り」、「春日神社秋祭り」、十月第三金・土・日曜日に行われる「美具久留御魂神社秋祭り」、「佐備神社秋祭り」、「板茂神社秋祭り」、「大伴黒主神社秋祭り」、「壹須何神社秋祭り」、「磐船神社秋祭り」、「建水分神社秋祭り」、「中津神社秋祭り」、を含めた南河内地域のだんじり祭りを総称して「南河内だんじり祭り」と呼称する。上地車（かみだんじり）、主に石川型のだんじり祭りである。泉州地域の様な「やりまわし」（一部）、南河内特有の「横しゃくり（横揺らしとも言われる）」や「ぶんまわし」が見せ場で多く見られる。

## 曳き唄（地車音頭）
南河内だんじり祭りでは、古くから祝い節や民謡を実声で唄いながら地車を曳行するという、他地域ではあまり見られない形態で祭礼が催されてきた。
しかしながら近年、派手な電飾を伴う大量の提灯で装飾した地車にマイク・拡声器等を搭載し、鉦・太鼓・笛（一部の地区）等とともに民謡・歌謡曲などを替え歌もしくは原曲のまま唄い、地域を練歩く独自の様態が確立している。この頃からだんじり囃子に合わせてうたう唄の事は「曳き唄」と呼ばれるようになった。マイク・拡声器の導入から30年以上経つと言われているが、「伝統を継承した祭りではない」「DQNだんじり」「カラオケ祭り」等の揶揄や批判も少なくない。ただ、この様態も若者を中心に一定の支持を得ており、南河内から周辺へ波及する形で、上地車を曳行する他地域でも「曳き唄」や電飾提灯を導入する地区が徐々に増えつつある（泉北地区の一部など）。

## 事故
- 2022年10月14日午後9時45分頃、富田林市北大伴町の路上でだんじりが横転し、40代から60代の男性4人が下敷きになり、このうち52歳の男性1人の死亡が確認された。富田林署によると、秋祭りは14日から3日間の日程で、この日は「試験曳き」が午後7時頃から行われており、だんじりを止めて左右に傾ける動作をしていたところ急に倒れ、周囲にいた4人が巻き込まれたという[1]。2023年10月26日、だんじりを左右に揺らす行為を繰り返した際に十分な安全対策を怠った結果、だんじりを横転させ、男性4人を死傷させた業務上過失致死傷の疑いで、警察は責任者の男性3人を書類送検した[2]。